# Jasmine (Disney)
Prinses Jasmine (ook wel Prinses Jasmijn) is een personage uit de Disneyfilm Aladdin uit 1992. Jasmine werd als zesde personage toegevoegd aan de lijst met Disneyprinsessen.

## Beschrijving
Jasmine werd bedacht door Ron Clements, John Musker, Ted Elliott en Terry Rossio. Ze heeft lang zwart haar, donkere ogen en een tenger figuur. Ze draagt een traditionele groenblauwe jurk.
Prinses Jasmine wil het leven buiten het paleis ervaren maar moet volgens oude traditie trouwen met een prins. Stiekem sluipt Jasmine naar de markt en ontmoet daar Aladdin. Ze is onder de indruk van zijn charmes en dappere karakter en besluit om met hem te trouwen.
Het personage Jasmine is gebaseerd op het verhaal Aladin en de wonderlamp uit de vertellingen van Duizend-en-een-nacht. In het oorspronkelijke verhaal heet ze Badroulbadour, maar Disney besloot haar te vernoemen naar de Amerikaanse actrice Jasmine Guy. Inspiratie voor het verhaal over een verveelde prinses kwam uit de film Roman Holiday uit 1953. Ondanks de aanwezigheid van een prinses in de animatiefilm besloten de regisseurs zich meer te richten op het verhaal als een Arabisch avontuur in plaats van een traditioneel sprookjesverhaal.